# 燦惑
燦惑（Scintillation (AUS)、2000年8月1日出生）是一匹在澳洲出生以及在香港訓練的純種競賽馬匹，主要曾勝出兩屆百週年紀念盃及香港經典一哩賽，合共勝出六場分級賽。當初由愛倫訓練，愛倫退役後由原副練沈集成訓練至馬退役為止。

## 外部連結
- 香港賽馬會
- 血統表 （页面存档备份，存于）